# Anversa degli Abruzzi
Anversa degli Abruzzi är en ort och kommun i provinsen L'Aquila i regionen Abruzzo i Italien. Kommunen hade 310 invånare (2018).